# Jiří Kořínek
Jiří Kořínek (1. října 1906 Liberec – 4. listopadu 1988 Ústí nad Labem) byl esperantista a překladatel. Překládal především operní árie a písně (na 250 překladů), českou poezii do esperanta.

## Život
Narodil se v rodině libereckého krejčovského pomocníka (Schneidergehilfe) Rudolfa Kořínka (1882–??) a matky Anny, rozené Prokopové (1885–??). Vyrůstal v těžkých poměrech, protože otec padl v první světové válce. Byl obchodním příručím v Liberci, od roku 1931 v textilním závodě v Brně. Za války byl totálně nasazen ve slévárně. Po válce se vrátil ke své původní profesi, nejdříve opět v Brně, v roce 1964 se přestěhoval do Ústí nad Labem, kde pracoval až do důchodu jako kontrolor kvality v závodě Textil Liberec.
Jako student v roce 1922 se seznámil s esperantem, od roku 1949 začal překládat do esperanta prózu i poezii, vynikl v překladech operních árií. Jeho bibliografie zachycuje kolem 500 překladů básní a 300 původních prací, které se zachovaly rozsety po esperantských časopisech celého světa nebo v rukopisech v esperantských archívech (níže uvádíme jen rozsáhlejší práce).
S manželkou Hildou, rozenou Urbanovou, měl dceru Věru. Její manžel Vlastimil Novobilský byl také aktivním esperantistou.

## Ocenění
Na kongresu esperantistů Sofii v roce 1963 byly dva jeho překlady odměněny druhou cenou. Na kongresu v Tokiu v roce 1965 získal první cenu za překlad poezie.
Dva týdny před smrtí byl vyznamenán titulem Zasloužilý pracovník kultury, který tehdejší stát uděloval amatérským umělcům.

## Dílo

### Vlastní díla
- Doktor Zamenhof (Brno, 1957. – 19 p.)
- Skizoj de Usedom (Usedomské črty)
- Problemoj de tradukado (Problémy překládání, In: Apliko de Esperanto en scienco kaj teĥniko; p. 63 – 65)
- Ree pri la paco (Opět o míru, In: Poemaro por paco; p.23)
- Romanco f-majxora de Beethoven (Beethovenova romance f-dur, In: 25 jaroj: antologio de belartaj konkursoj, Hrsg.: Vaskó, Tibor; p.39)
- Taskoj de nia literaturo beletra kaj faka (Úkoly naší literatury umělecké a odborné, In: Serta gratulatoria in honorem Juan Régulo: II Esperantismo)

### Překlady
- Petr Bezruč: Sileziaj kantoj (Slezské písně, spoluautoři překladu Tomáš Pumpr a Rudolf Hromada)
- Otokar Březina: Mistero de doloro – Tajemství bolesti (spolu s T. Pumprem)
- Antonín Dvořák: Jakobeno (Jakobín)
- František Halas: Nia sinjorino Božena Němcová" (Naše paní Božena Němcová)
- František Branislav: Paco (Mír)
- Podmele, Ladislav: Flugilhava sxtono' (Okřídlený kámen)
- Podmele, Ladislav: Serĉado de blua tono' (Hledání modrého tónu – básně o Chopinovi)
- Vítězslav Nezval: Manon Lescaut
- Marie Podešvová: Renkontiĝoj (Setkání)
- Markéta Procházková: Sur la sojlo de la amo (Na prahu lásky)
- Jaroslav Seifert: Panjo (Maminka)
- Jaroslav Seifert : La ventumilo de Božena Němcová (Vějíř Boženy Němcové)
- Jiří Wolker: Balado pri okuloj de hejtisto (Balada o očích topičových)
- Slovaka antologio, (Slovenská antologie, Bratislava, 1980, z toho překlady Jiřího Kořínka:
  - Juraj Tranovský: Lastjuĝaj alvenis jam horoj
  - Benedikt Szöllösi: Ŝirmantoj de la lacaj, Dio kompatema
  - Ján Hollý: Odo al Johano Gutenberg, la inventinto de preso
  - Ján Kollár: Surskriboj, La filino de Slavo
  - Andrej Sládkovič: Al la samaĝuloj, Marína, Detvano
  - Samo Tomášik: Hej, Slovakoj!
  - Ivan Krasko: Ministoj
  - Emil Boleslav Lukáč: Sur veturilo, Ĉu ni malamas? Ĉu ni amas?
  - Ján Rob-Poničan: Homamas‘, mi amas vin! Vesperaj lumoj
  - Fraňo Kráľ: Letero al knabino
  - Valentín Beniak: Maljunulineto
  - Rudolf Fábry: Sur la noktmeza maro
  - Ján Kostra: Vizite post longaj jaroj, Ave Eva
  - Pavol Horov: Slovaka panoramo, Horbatado
  - Pavel Bunčák: En la klasika lando
  - Vojtech Mihálik: Kanto super lulilo
  - Milan Lajčiak: Sur ĉiujn mondpordegojn
  - Milan Rúfus: Ĉerkoj el Vjetnamio
  - Lubomír Feldek: Odo je la kapturna tempo